# Еріх Бей
Еріх Бей (нім. Erich Bey; 23 березня 1898, Гамбург — 26 грудня 1943, Нордкап) — німецький військово-морський діяч, контр-адмірал крігсмаріне. Кавалер Лицарського хреста Залізного хреста.

## Біографія
3 січня 1916 добровольцем вступив в ВМФ. Закінчив військово-морське училище в Мюрвіку (1916). Учасник Першої світової війни, служив на важкому крейсері «Фрейя», лінійному кораблі «Шлезвіг-Гольштейн», в 1918 року — на міноносцях.
Після демобілізації армії залишений на флоті. З 1 березня 1919 року командував ротою 3-ї морської бригади, з 1 липня 1920 року — кадрований корабельної дивізії «Остзе». З 31 березня 1922 року — вахтовий офіцер міноносця. В 1924-25 року керував групою офіцерів військово-морського училища в Мюрвіку. З 28 вересня 1927 року — командир міноносця Т-155. 1 вересня 1929 року переведений в розпорядження начальника Морського управління, де йому доручено займатися питаннями забезпечення і поліпшення міноносців. У військово-морських колах отримав прізвисько «батько торпедоносців». З 27 вересня 1934 року — радник Управління бойової підготовки ОКМ (відав питаннями торпедоносців). З 1 квітня 1937 року — начальник бойової підготовки 2-ї дивізії міноносців і директор з будівництва міноносців на верфі «Блом і Фосс» (Гамбург). З 26 жовтня 1938 року — командир есмінця Z14 «Фрідріх Ін».
З 4 квітня 1939 року — командир 4-ї флотилії ескадрених міноносців. Учасник Норвезької кампанії, відзначився в боях при Нарвіку. Після загибелі Фрідріха Бонте 14 травня 1940 року зайняв пост командувача ескадреними міноносцями. Одночасно командував 6-ю флотилією есмінців (14 травня — 14 липня 1940), бойовою групою «N» у Північній Норвегії (9 листопада — 26 грудня 1943). Загинув у бою біля Нордкапа на борту флагмана групи лінійного корабля «Шарнгорст».

## Звання
- Морський кадет (3 січня 1916)
- Фенріх-цур-зее (12 жовтня 1916)
- Лейтенант-цур-зее (17 березня 1918)
- Обер-лейтенант-цур-зее (1 квітня 1922)
- Капітан-лейтенант (1 грудня 1928)
- Корветтен-капітан (1 квітня 1935)
- Фрегаттен-капітан (1 жовтня 1938)
- Капітан-цур-зее (1 квітня 1940)
- Командор (10 квітня 1942)
- Контр-адмірал (1 березня 1943)

## Нагороди
- Залізний хрест 2-го класу
- Ганзейський Хрест (Гамбург)
- Рятувальна медаль
- Балтійський хрест
- Хрест Левенфельда 2-го і 1-го класу
- Сілезький Орел 2-го ступеня
- Почесний хрест ветерана війни з мечами
- Медаль «За вислугу років у Вермахті» 4-го, 3-го і 2-го класу (18 років; 2 жовтня 1936) — отримав 3 нагороди одночасно.
- Медаль «У пам'ять 22 березня 1939 року»
- Застібка до Залізного хреста 2-го класу (26 жовтня 1939)
- Залізний хрест 1-го класу (20 листопада 1939)
- Медаль «У пам'ять 1 жовтня 1938» (20 грудня 1939)
- Лицарський хрест Залізного хреста (9 травня 1940)
- Нагрудний знак есмінця (жовтень 1940)
- Нарвікський щит (1940)
- Відзначений у Вермахтберіхт (27 грудня 1943)

## Цікаві факти
- Серед товаришів по навчанню Бей мав прізвисько Ахмед, оскільки його прізвище співзвучне з османським титулом.